# Flamingo's Haarlem
I Flamingo's Haarlem furono una società cestistica avente sede ad Haarlem, nei Paesi Bassi. Fondati nel 1960 nel corso della loro storia assunsero diverse denominazioni per ragioni di sponsorship (Flamingo's Haarlem, Levi's Flamingo's Haarlem, Buitoni Haarlem, Eve & Adam Flamingo's, Stars Haarlem), giocarono nel campionato olandese.
Cessarono di esistere nel 1983.

## Palmarès
- Campionato olandese: 4

1967-68, 1970-71, 1971-72, 1973-73
- Coppa d'Olanda: 4

1969, 1970, 1971, 1976